# Jarosław Płuciennik
Jarosław Mikołaj Płuciennik (ur. 3 grudnia 1966 w Ostrowie Wielkopolskim) – polski kulturoznawca, literaturoznawca, historyk idei, kognitywista, profesor nauk humanistycznych, profesor na Uniwersytecie Łódzkim.

## Wykształcenie
Przed podjęciem studiów został absolwentem szkoły pielęgniarskiej i przez pół roku pracował jako pielęgniarz w szpitalu w Ostrowie Wielkopolskim. Ukończył filologię polską i międzywydziałowe indywidualne studia z antropologii kultury na Uniwersytecie Łódzkim (mgr na Wydziale Filologicznym 1991). Podczas stypendiów i staży zagranicznych studiował także kognitywną semantykę i język szwedzki (1994–1996). W 1999 uzyskał stopień naukowy doktora na Wydziale Filologicznym (rozprawa Retoryka wzniosłości w dziele literackim, promotor profesor Teresa Cieślikowska), a stopień naukowy doktora habilitowanego w 2003 (kolokwium habilitacyjne na podstawie pracy Literackie identyfikacje i oddźwięki. Poetyka a empatia). Tytuł naukowy profesora otrzymał w 2009.

## Kariera naukowa
- 1991–1999: asystent w Instytucie Teorii Literatury, Teatru i Sztuk Audiowizualnych Uniwersytetu Łódzkiego,
- 1999–2006: adiunkt w Instytucie Teorii Literatury, Teatru i Sztuk Audiowizualnych,
- od 2009: profesor zwyczajny w Katedrze Teorii Literatury Instytutu Kultury Współczesnej.

Pełnione funkcje:
- 2004–2006 Pełnomocnik Dziekana ds. Internacjonalizacji Badań i Procesu Kształcenia na Wydziale Filologicznym UŁ,
- 2009–2012: Kierownik Studium Doktoranckiego Języka, Literatury i Kultury na Wydziale Filologicznym UŁ,
- 2010–2012, 2016 -- obecnie: profesor wizytujący oraz wykładowca w Akademii Muzycznej im. Bacewiczów w Łodzi,
- 2011–2012: Przewodniczący Komisji ds. Jakości Kształcenia na Wydziale Filologicznym UŁ,
- 2012–2016: Prorektor ds. Kształcenia (Programów i Jakości Kształcenia w UŁ)[2],
- 2016--202: Pełnomocnik Rektora ds. otwartych zasobów edukacyjnych,
- od 2014--2016: Kierownik Katedry Teorii Literatury Instytutu Kultury Współczesnej Uniwersytetu Łódzkiego.

Redaktor naczelny międzynarodowego kwartalnika naukowego „Zagadnienia Rodzajów Literackich” (literaturoznawstwo, nauki o kulturze i religii, nauki o sztuce).
Kierował kilkoma projektami badawczymi i edukacyjnymi, w tym międzynarodowymi The iProfessionals (iPro) oraz Boys Reading i LLOM (Language Learning on Mobile Devices). Członek Komitetu Nauk o Kulturze Polskiej Akademii Nauk w kadencji 2019-2023.
Prowadził studia i badania w Lund University Cognitive Science w Szwecji, w Westminster College i Clare Hall w Cambridge, w Instytucie Kultury w Bolzano i w CEU w Budapeszcie.

## Zainteresowania badawcze
Prowadził badania z zakresu kultury nowoczesności, kulturowych kontekstów ekokrytyki, kultury literackiej, semantyki kognitywnej, historii idei, uniwersytetu, reformacji. Zajmują go kompetencje krytyczno-medialne zarówno od strony teoretycznej, jak i stosowanej. Istotny obszar jego zainteresowań naukowych stanowią zagadnienia dotyczące procesów czytania i uczenia się – badania z perspektywy porównawczej, kognitywnej oraz z zakresu nowych technologii w edukacji (m.in. iphonology, MOOCs). Zajmował się także przekładami psalmów (zwłaszcza kognitywnymi aspektami obecności figur poetyckich w tłumaczeniach psalmów).

## Działalność w organizacjach
Członek Komitetu Nauk o Kulturze Polskiej Akademii Nauk w kadencji 2019--2023. Członek wielu polskich i międzynarodowych towarzystw naukowych, m.in. Polskiego Towarzystwa Językoznawstwa Kognitywnego, British Comparative Literature Association (UK), International Comparative Literature Association, Łódzkiego Towarzystwa Naukowego, International Cognitive Linguistics Association.
- 2014–2016: członek Rady Narodowego Programu Rozwoju Humanistyki,
- od 2015: Przewodniczący Komisji Kultury i Sztuki Polskiej Akademii Nauk Oddział w Łodzi.

Działalność w organizacjach wyznaniowych:
- 2007: delegat do Synodu Diecezji Warszawskiej Polskiego Kościoła Ewangelicko-Augsburskiego,
- od 2012 do 2023: członek Synodu Kościoła Ewangelicko-Augsburskiego,
- 2012–2016: sędzia Sądu Dyscyplinarnego Polskiego Kościoła Ewangelicko-Augsburskiego,
- 2017–2023: członek Rady Synodalnej KEA w Polsce.

Od 2015 działa obywatelsko w Komitecie Obrony Demokracji, jak również w Inicjatywie Helsińskiej Fundacji Praw Człowieka. Działa także w ramach stowarzyszenia Inkubator Umowy Społecznej. Brał udział w działaniach i akcjach Komitetu Kryzysowego Humanistyki Polskiej.
W październiku 2022 wybrany przez Senat RP jako ławnik Sądu Najwyższego w kadencji 2023-2026.

## Wybrane publikacje
Opublikował ponad 150 książek i artykułów po polsku i po angielsku. Najważniejsze książki to:
- Retoryka wzniosłości w dziele literackim (Kraków 2000);
- Figury niewyobrażalnego. Notatki z poetyki wzniosłości w literaturze polskiej (Kraków 2002);
- Literackie identyfikacje i oddźwięki. Poetyka a empatia (Łódź 2002, II wyd. Kraków 2004);
- Nowożytny indywidualizm a literatura. Wokół hipotez o kreacyjności Edwarda Younga (Kraków 2006);
- Infinity in Language. Conceptualisation of the Experience of the Sublime (Newcastle 2008) (współautor Kenneth Holmqvist);
- Literatura, głupcze! Laboratoria nowoczesnej kultury literackiej (Kraków 2009).
- Odwaga poetyki. Aktywizm, opór, psalmy (Łódź 2019)[4]

Współredaktor m.in.:
- Wokół gotycyzmów (Kraków 2002)
- Gotycyzm i groza w kulturze (Łódź 2003).
- Literatura, kultura, tolerancja, pod red. G. Gazdy, I. Hübner i J. Płuciennika (Kraków 2008)
- Dyskursy i przestrzenie (nie)tolerancji, pod red. G. Gazdy, I. Hübner i J. Płuciennika (Łódź 2008)
- Literature, Culture, and Tolerance, ed. by A. R. Murphy, Ch. Russell, J. Płuciennik, I. Hübner (Frankfurt am Main i in. 2009)
- Critical Theory and Critical Genres: Contemporary Perspectives from Poland, eds. Charles Russell, Arne Melberg, Jarosław Płuciennik, Michał Wróblewski, Peter Lang (New York, London, Warszawa 2013).
- Kultura reformacji i reformowanie w kulturze, pod red. J. Płuciennika, K. Sidowskiej i M. Rozmysła (Łódź 2022)

Tłumaczenia:
- Mark Johnson: Znaczenie ciała. Estetyka rozumienia ludzkiego (Wydawnictwo Uniwersytetu Łódzkiego, Łódź 2015, tł. z ang.)
- Peter Marshall: Reformacja. Krótkie wprowadzenie, red. nauk. Jerzy Sojka, przeł. Jarosław Płuciennik i Maciej Potz (Wydawnictwo Uniwersytetu Łódzkiego, Łódź 2019, tł. z ang.)

## Nagrody
2013: Złota Odznaka Uniwersytetu Łódzkiego, 2011: Medal Komisji Edukacji Narodowej, ponadto liczne nagrody Rektora Uniwersytetu Łódzkiego.